# Station Kalisz Kaszubski
Station Kalisz Kaszubski(Kalisch) is een spoorwegstation in de Poolse plaats Kalisz, in de gemeente Dziemiany. Dziemiany is een landgemeente in het Poolse woiwodschap Pommeren, in powiat Kościerski.

## Link
- Nationale Spoorwegbasis, Station Kalisz Kaszubski